# HK416
Le HK416 est un fusil d'assaut de la firme allemande Heckler & Koch, une version améliorée de la carabine américaine M4.

## Origine du nom
À l'origine, l'arme devait être nommée HKM4, mais le nom fut changé en raison d'un recours en justice de la firme Colt's Manufacturing Company, qui s'estimait détentrice des droits commerciaux permanents du M4, et un arrangement à l'amiable a été convenu. Néanmoins, par la suite, Colt a été débouté lors d'un procès intenté par Bushmaster pour les mêmes raisons ; 'M4' a été reconnu comme un terme générique par la justice américaine.
Le terme HK416 est issu du système de référencement interne de la filiale allemande de Heckler & Koch.

## Caractéristiques
Le système de piston à emprunt de gaz du HK416 est similaire à celui équipant déjà les fusils HK G36 et remplace le système à emprunt de gaz direct utilisé par les M4 et M16. Ce système a été repris de l'AR-18 d'Eugene Stoner et « amélioré ». Il est produit avec un acier français provenant de l’entreprise Aubert et Duval conçu sur le site des Ancizes-Comps.
Le HK416 est uniquement disponible pour les agences étatiques et les organisations militaires. Il peut être acheté en tant qu'arme complète ou bien en tant que prêt-à-monter comprenant le boitier de culasse supérieur pour la conversion d'une arme de la famille Colt M4-M16. Il n'est jusqu'à présent pas destiné à la vente aux civils, ce rôle étant dévolu au récent MR223 qui en est étroitement dérivé.

## Caractéristiques notables (différences avec la carabine M4)
- Piston à système d'emprunt de gaz à court recul :
  - Aucun retour direct de gaz dans le boitier de culasse ;
  - Le boitier de culasse et la culasse ne chauffent pas ;
  - Moins de nettoyage nécessaire (aucun résidu de combustion de poudre, aucun encrassement dû aux gaz de combustion) ;
  - Système d'amortissement amélioré ;
  - Le système par canule du M4, interférant mécaniquement moins avec le canon que le système par piston, favorise la précision du M4 ;
- Magasin en acier amélioré :
  - Alimentation, fiabilité, durée de vie et de service améliorées ;
  - Canon, culasse, verrou de culasse et course corrigés ;
- Amortisseur, extracteur et ressort corrigés :
  - Canon HK forgé à froid ;
  - Système de rail modulaire flottant HK avec fixation rapide ;
  - Bouchon de tir à blanc de sécurité et magasin spécifique.

### Variantes
Le HK 417 est un modèle fondé sur le HK416, mais conçu pour utiliser une munition de calibre 7,62 x 51 mm OTAN. Équipé d'un magasin en polymères d'une capacité de 20 cartouches, il est par ailleurs d'apparence et de manipulation similaires.
Le MR223 est la version civile du HK416. Il est équipé d'un canon de 16,5 pouces et ne fonctionne qu'en mode semi-automatique. Le déplacement de l'axe postérieur de verrouillage de la carcasse interdit le remplacement de la carcasse inférieure par un modèle capable de tirer par rafales.

## Utilisateurs

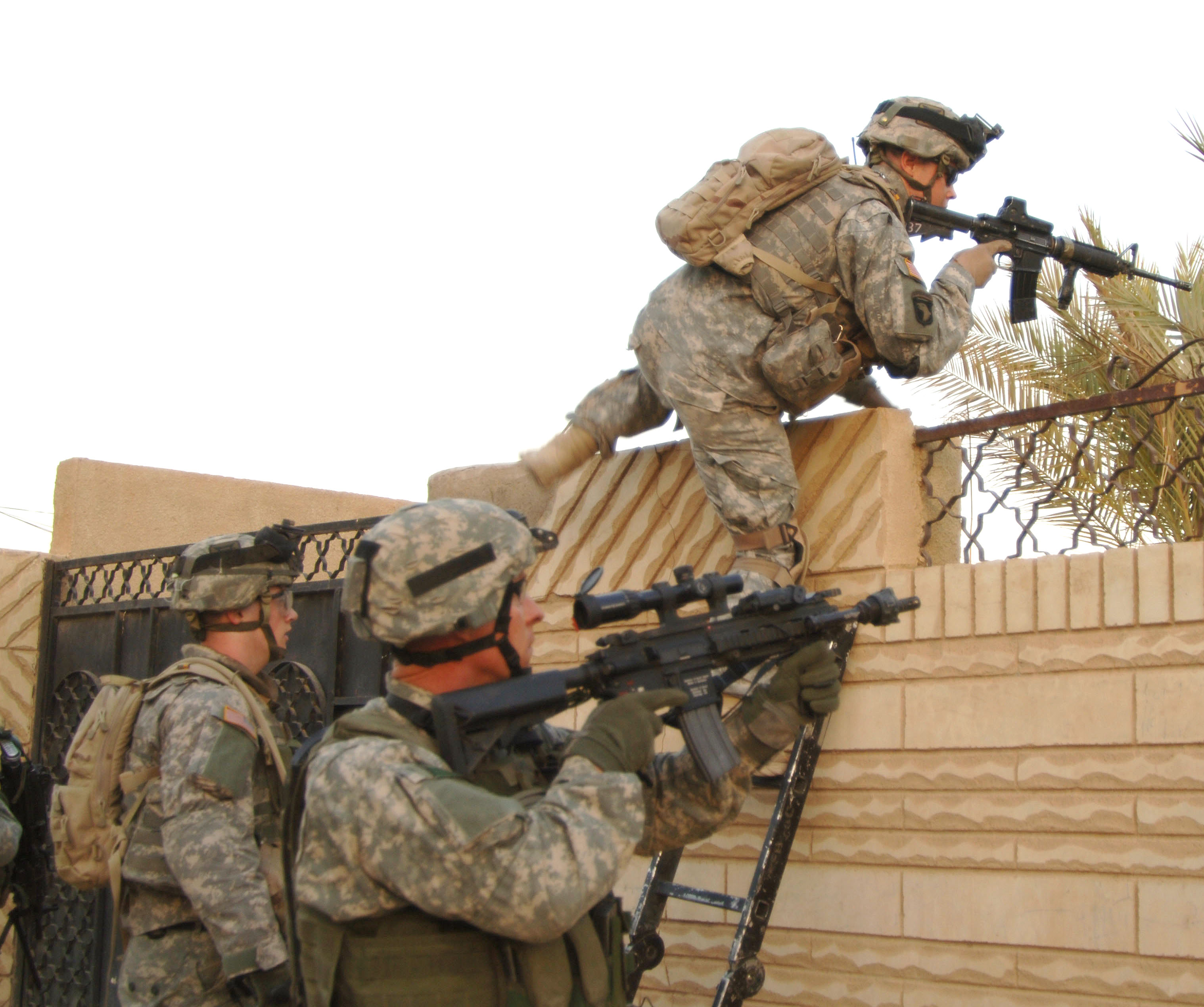
HK416 aux mains d'un soldat du Airborne lors d'un raid en 2006 à Samaria en Irak.

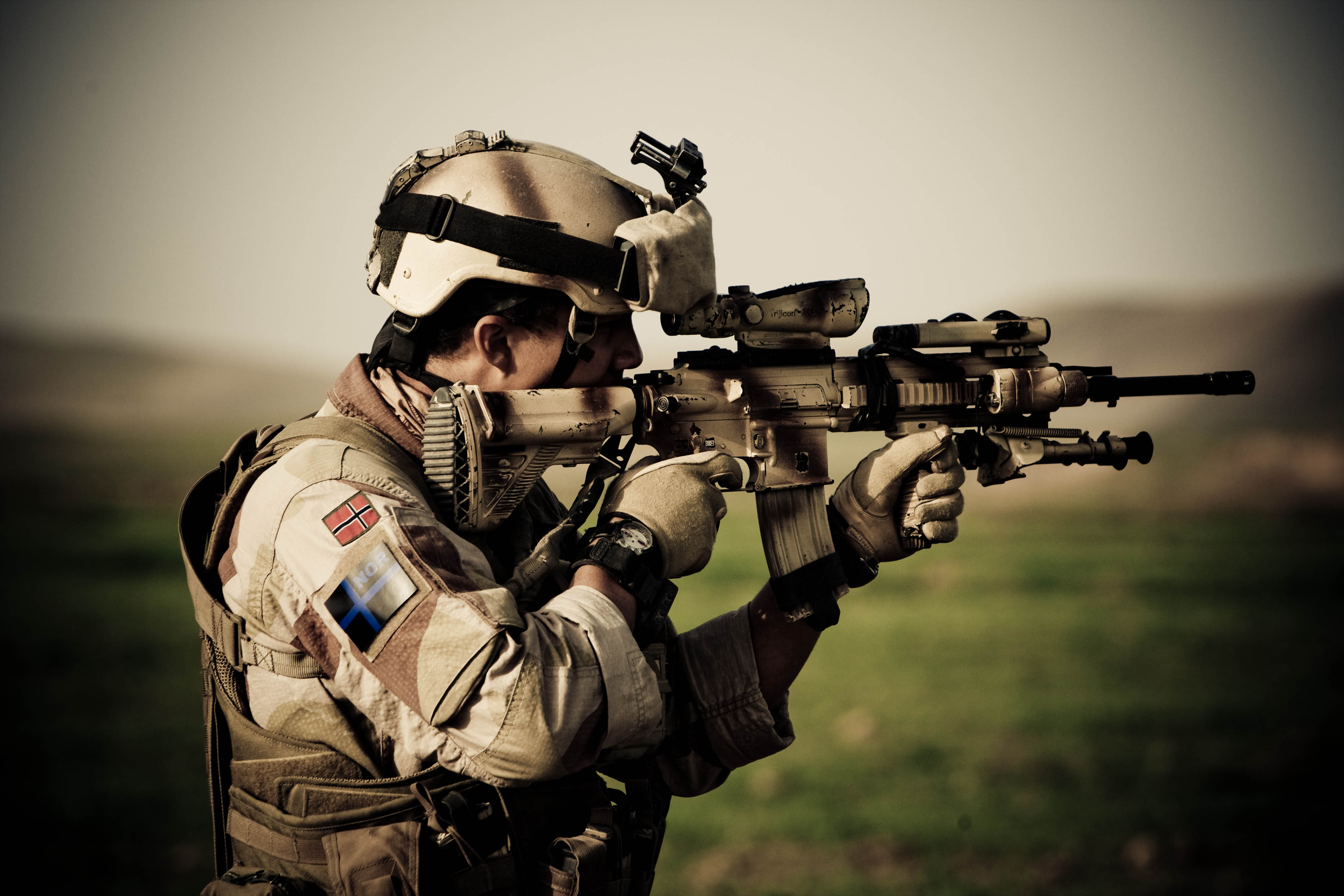
Un soldat norvégien en Afghanistan, armé d'un HK416N en 2010.

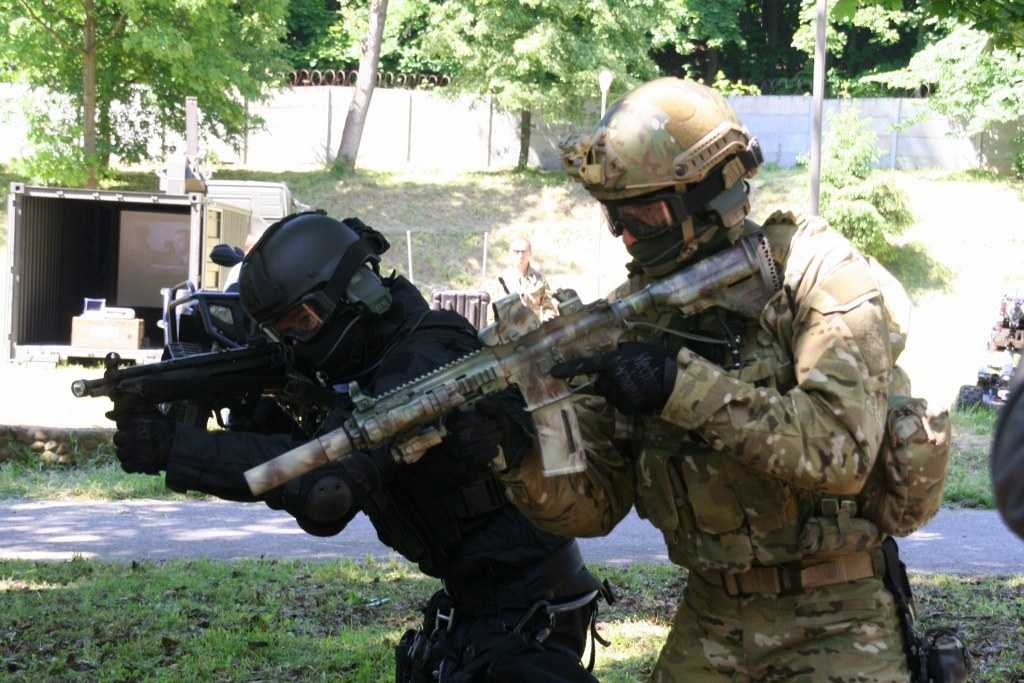
Un fusil D10RS en service chez les commandos polonais du GROM lors d'une démonstration aux médias en mai 2011.

- Algérie : Le HK416 est utilisé par les forces spéciales algériennes notamment le 104e RMO.
- Albanie : Le HK416 est utilisé en Albanie par les forces spéciales[2].
- Allemagne : Le HK416 est utilisé par les unités spéciales GSG9 et KSK. La version G95A1 sélectionné en mars 2023 par la Bundesamt für Ausrüstung, Informationstechnik und Nutzung der Bundeswehr comme fusil standard pour l’ensemble de l’armée allemande à partir de 2026[3] reçoit sa première commande le 16 mai 2025[4] avec une première estimation de 118 718 exemplaires en remplacement du HK G36[5].
- Canada : Le GTI (Groupe tactique d'intervention) de la ville de Longueuil, le GTI de la ville de Laval ainsi que le GTI de la Sûreté du Québec, de la ville de Québec (Québec)[6] utilisent le HK416. Il semblerait que les HK 416 du GTI (Québec) soient équipés de deux viseurs : un point rouge pour les engagements à courte distance et un viseur ACOG pour les engagements à plus longue distance. Une lampe Surefire est attachée sur le rail latéral droit[6].
- Espagne : Le HK416 est utilisé en Espagne par les forces spéciales et l'infanterie navale de la marine espagnole.
- Estonie : Le HK416 est utilisé en Estonie par certaines unités des forces spéciales n'employant pas le fusil LMT R20.
- États-Unis : L'arme a déjà été testée par les Forces armées américaines qui envisageaient d'en faire leur nouveau fusil d'assaut en remplacement du projet XM8. Il est aussi testé ou en service dans certaines unités de police. Plusieurs unités des forces spéciales de l'armée américaine utilisent le HK416. La Delta Force utilise exclusivement le HK416 depuis 2006 en remplacement des Colt M4. Sa fiabilité a été la principale raison du passage au HK416 pour les forces spéciales américaines. Seules certaines unités d'élite ont eu l'autorisation d'utiliser des HK416 bien que l'armée américaine soit sous contrat avec Colt. Il est également très utilisé au sein du DEVGRU notamment avec un canon de calibre 25 cm et un viseur point rouge EOTech doublé d'un grossissement 3x, ainsi que d'un canon long de calibre 35 cm avec un silencieux et une lunette de visée nocturne 2,5x10[7]. Le HK416 est toutefois présent depuis 2011 au sein du Corps des Marines des États-Unis sous la dénomination M27 IAR (en), dans le rôle de fusil d'appui en remplacement de certaines M249 SAW. À la suite d’essais en 2016, l'USMC a annoncé vouloir remplacer une partie de ses M4 au profit du HK M27. Un appel d'offres de 50 814 fusils a été formulé[8] qui équiperont les groupes de combat[9].
- France : Le HK416 (en version « F », voir paragraphe suivant) est devenu le fusil réglementaire de l'armée française, à la suite de sa sélection en 2017 pour succéder à l'ancien  FAMAS[10] de 1970. La commande porte à l'origine sur 102 000 armes[11]. Auparavant, l'arme avait déjà été retenue par une majorité des forces spéciales : la BFST, les commandos parachutistes de l'air, le GIGN[12],[13] et les commandos marine. La Loi de programmation militaire 2019-2025 prévoit 93 340 fusils d'assaut livrés, pour une commande portée à 117 000 fusils d'assaut livrés en 2028[14], à raison de 12 000 par an[15]. Fin 2021, 43 000 fusils ont été livrés. 69 340 en décembre 2022[16].
- Indonésie : Le Detasemen Jala Mengkara (Denjaka (en)) est équipé du HK416.
- Italie : L'armée de terre et les Forces spéciales italiennes sont équipées du HK416
- Norvège : Le 11 avril 2007, le ministère de la Défense norvégienne a signé un contrat d'une commande initiale de 8 200 fusils en vue de devenir le nouveau fusil réglementaire des forces armées. Le HK416 va remplacer l'AG-3 qui était utilisé depuis 1967. Le nouveau fusil a été légèrement modifié avec une crosse et une poignée différentes. Ce contrat inclut également l'achat de 6 500 pistolets mitrailleurs MP7. La livraison a commencé en mars 2008 et les fusils sont distribués aux premiers soldats fin 2008[17] à hauteur de 40 000 fusils.
- Pays-Bas : Les forces spéciales néerlandaises Korps Commandotroepen (nl) ont sélectionné le HK416 après plusieurs tests de différents fusils d'assaut pour remplacer leur carabine Diemaco C8. L'arme a été aperçue sur plusieurs photos lors de la journée de recrutement. Le HK416 est, depuis 2008, le fusil d'assaut réglementaire de l'unité.
- Pologne : Forces armées polonaises, forces spéciales polonaises, GROM, JW Komandosów, JW Agat (pl). Les variantes D10RS, D14.5RS, D16.5RS & lance-grenades AG-C/EGLM.
- Turquie : Les Forces armées turques envisagent d'adopter une version du HK416 produite en coopération avec Heckler & Koch, appelée Mehmetçik-1. La fabrique d'armes turque MKEK a produit un peu plus de 9 000 Mehmetçik-1 pour tests et évaluations qui à l'issue se sont révélés en dessous des besoins de l'armée turque. L'armée turque envisageait de remplacer tous ses fusils Heckler & Koch G3 par les Mehmetçik-1 en 2012. La production devait porter sur approximativement 500 000 fusils. Par la suite MKEK a développé un fusil d'assaut inspiré du HK417 le MPT-76.

### En service dans l'armée française: le HK 416F

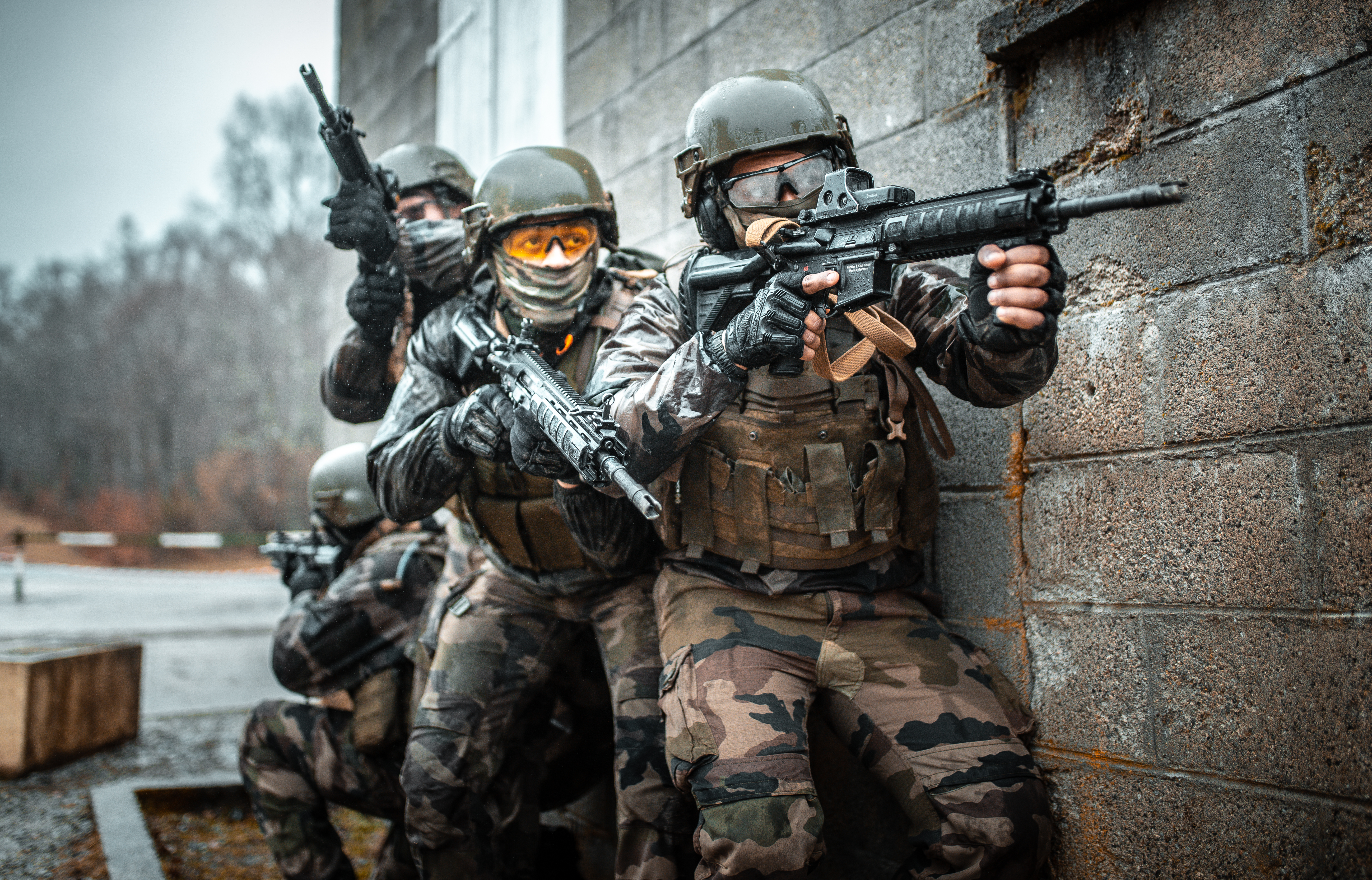
Des militaires du 35e régiment d'infanterie français en 2020 avec des HK 416F.

En France, en 2015 et 2016, les tests de la direction générale de l'Armement (DGA) ont opposé le HK 416A5 aux Beretta ARX 160, FN Herstal SCAR-L, HS Product VHS et SIG-553. Le 23 septembre 2016, la DGA annonce que le HK 416F (adapté du HK416A5) remplacera le FAMAS au sein des Forces armées françaises,,, à raison de 102 000 exemplaires livrables à partir de 2017 sur une période de 14 ans, dans le cadre du programme sur l'arme individuelle future (AIF).
L'arme est un modèle spécifique à l'armée française mélangeant des éléments du HK 416 standard (ensemble culasse-canon + garnitures en polymères) et du HK416 A5 (action à sécurité ambidextre + bloc d'emprunt des gaz). Le HK 416F est décliné en :
- HK 416F-S (S pour standard) avec canon de 37 cm pour une longueur comprise entre 83 et 93 cm et une masse de 4 kg (avec chargeur vide) ;
- HK 416F-C (C pour court) avec canon de 29 cm pour une longueur comprise entre 74 et 84 cm et une masse de 3,7 kg (avec chargeur vide).

Le HK 416F peut emporter un lance-grenades HK 269F de calibre 40 mm sous-fût grâce à son rail picatinny mais peut également tirer des grenades à fusil.
La production totale pouvant aller jusqu'à 120 000 armes, l'armée de Terre prévoit en mars 2017 d'en percevoir 93 080, dont 38 500 HK 416F-S et 55 000 HK 416F-C, livrables sur une période de 15 ans,, pour un coût unitaire de 1 250 à 1 300 euros. La Loi de programmation militaire 2019-2025 prévoit 93 340 fusils d'assaut livrés, pour une commande portée à 117 000 livrés en 2028.

## Dans la culture populaire

### Jeux vidéo
Le HK416 apparaît dans plusieurs jeux vidéo.
- Alliance of Valiant Arms (« M416 »)
- Arma 3, dans le DLC Apex (« Spar-16 »)
- Battlefield 3
  - « M416 » pour la classe Assault[25] 
  -  « M27 IAR » pour la classe Support[26]
- Combat Arms (« M416 »)
- série Combat Mission :
  - Combat Mission: Shock Force (« M416 »)
  - Combat Mission: Black Sea (« M416 » et « M27 IAR »)
- Escape from Tarkov («HK 416A5»)
- Ground Branch («M416D» et «M416D CQB »)
- Jagged Alliance 2 (« M416 »)
- PAYDAY 2 (« Bootleg »)
- PlayerUnknown's Battlegrounds (« M416 »)
- série Tom Clancy's Ghost Recon :
  - Tom Clancy's Ghost Recon Advanced Warfighter 2 (« M416 »)
  - Tom Clancy's Ghost Recon Phantoms (« M27 »)
  - Tom Clancy's Ghost Recon Wildlands (« 416 »)
  - Tom Clancy's Ghost Recon Breakpoint (« 416 »)
- Tom Clancy's Rainbow Six: Siege (« 416-C »)
- Tom Clancy's Splinter Cell: Blacklist (« 416 »)
- Watch Dogs (« 416 »)
- World War 3 (« M416 »)
- SCP: Secret Laboratory (« MTF-E11-SR », à part si la modification 'heavy barrel' est utilisé)

### Télévision
- Dans la série SEAL Team (2017).
- Dans le film The Covenant (2023).